# Rincón de Ademuz
Rincón de Ademuz Spanyolországban, Valencia Valencia tartományában található comarca.  Lakosainak száma 2170 fő (2024).

## Önkormányzatai
- Ademuz
- Casas Altas
- Casas Bajas
- Castielfabib
- Puebla de San Miguel
- Torrebaja
- Vallanca
- Sesga